# Coupe baltique de football 2024
Navigation
Édition précédente Édition suivante
La Coupe baltique de football 2024 est la 30e édition de la Coupe baltique. La compétition se déroule du 8 juin 2024 au 11 juin 2024. La compétition réunit les trois nations des pays baltes et les Îles Féroé.
En cas de match nul à l'issue du temps réglementaire, les équipes se départagent directement par une séance de tirs au but.

## Phase finale[4]
|  | Demi-finales     | Demi-finales    |           |           | Finale          | Finale          |
|  | Demi-finales     | Demi-finales    |           |           | Finale          | Finale          |
|  |                  |                 |           |           |                 |                 |
|  | 8 juin, Liepāja  | 8 juin, Liepāja |           |           | 11 juin, Kaunas | 11 juin, Kaunas |
|  | 8 juin, Liepāja  | 8 juin, Liepāja |           |           | 11 juin, Kaunas | 11 juin, Kaunas |
|  | Lettonie         | 0               |           |           | 11 juin, Kaunas | 11 juin, Kaunas |
|  | Lettonie         | 0               |           |           | 11 juin, Kaunas | 11 juin, Kaunas |
|  | Lituanie         | 2               |           |           | 11 juin, Kaunas | 11 juin, Kaunas |
|  | Lituanie         | 2               | Lituanie  | 1 tab (3) |                 |                 |
|  | 8 juin, Tallinn  |                 | Lituanie  | 1 tab (3) |                 |                 |
|  |                  | Estonie         | 1 tab (4) |           |                 |                 |
|  | Estonie          | Estonie         | 1 tab (4) | 4         |                 |                 |
|  | Estonie          |                 |           | 4         |                 |                 |
|  | Îles Féroé       | 1               |           |           |                 |                 |
|  | Îles Féroé       | 1               | 3e place  |           |                 |                 |
|  |                  |                 |           |           |                 |                 |
|  | 11 juin, Liepāja |                 |           |           |                 |                 |
|  |                  |                 |           |           |                 |                 |
|  | Lettonie         | 1               |           |           |                 |                 |
|  | Lettonie         | 1               |           |           |                 |                 |
|  | Îles Féroé       | 0               |           |           |                 |                 |
|  | Îles Féroé       | 0               |           |           |                 |                 |

## Résultats

### Demi-finales
| demi-finales                  | Lettonie | 0 - 2   | Lituanie                  | Stade Daugava, Liepāja    |                           |
| 8 juin 2024 16h00 (UTC+02:00) |          | (0 - 0) | 49e Kučys · 72e Dolžnikov | Arbitrage : Juri Frischer | Arbitrage : Juri Frischer |
| 8 juin 2024 16h00 (UTC+02:00) | Rapport  |         |                           | Arbitrage : Juri Frischer | Arbitrage : Juri Frischer |

| demi-finales                  | Estonie                                       | 4 - 1   | Îles Féroé  | A. Le Coq Arena, Tallinn       |                                |
| 8 juin 2024 19h00 (UTC+02:00) | Tamm 43e · Anier 50e · Tur 83e · Kuraksin 90e | (1 - 1) | 24e Knudsen | Arbitrage : Robertas Valikonis | Arbitrage : Robertas Valikonis |
| 8 juin 2024 19h00 (UTC+02:00) | Rapport                                       |         |             | Arbitrage : Robertas Valikonis | Arbitrage : Robertas Valikonis |

### Petite finale
| petite finale                  | Lettonie     | 1 - 0   | Îles Féroé | Stade Daugava, Liepāja    |                           |
| 11 juin 2024 19h00 (UTC+02:00) | Cigaņiks 49e | (0 - 0) |            | Arbitrage : Kristo Tohver | Arbitrage : Kristo Tohver |
| 11 juin 2024 19h00 (UTC+02:00) | Rapport      |         |            | Arbitrage : Kristo Tohver | Arbitrage : Kristo Tohver |

### Finale
| finale                         | Lituanie                                                  | 1 - 1             | Estonie                                  | Stade S.-Darius-et-S.-Girėnas, Kaunas |                              |
| 11 juin 2024 19h00 (UTC+02:00) | Matulevičius 84e                                          | (0 - 0)           | 82e Lepik                                | Arbitrage : Andris Treimanis          | Arbitrage : Andris Treimanis |
| 11 juin 2024 19h00 (UTC+02:00) | Rapport                                                   |                   |                                          | Arbitrage : Andris Treimanis          | Arbitrage : Andris Treimanis |
| 11 juin 2024 19h00 (UTC+02:00) | Lasickas · Černych · Tutyškinas · Novikovas · Klimavičius | Tirs au but 3 - 4 | Mets · Lepik · Palumets · Sorga · Vetkal | Arbitrage : Andris Treimanis          | Arbitrage : Andris Treimanis |

## Vainqueur
| Vainqueur Coupe Baltique 2024 Estonie 5e titre |